# 洛根鎮區 (新澤西州)
洛根鎮區（英語：Logan Township）是位於美國新澤西州格洛斯特縣的一個鎮區。

## 地方資料
洛根鎮區的面積為68.89平方千米，當中陸地面積為56.79平方千米，而水域面積為12.09平方千米。根據2020年美國人口普查的數據，當地共有人口6000人，而人口密度為每平方千米87.1人。